# 安德烈·勒戈
安德烈·勒戈（法語：André Regaud，1868年2月14日—1945年1月12日），法国男子射击运动员。他曾代表法国参加1908年、1912年和1920年夏季奥林匹克运动会射击比赛，其中1908年奥运会获得一枚铜牌。